# Кламат-Фолс
Кла́мат-Фолс (англ. Klamath Falls) — город, административный центр округа Кламат в штате Орегон, США. Первоначально город назывался Линквилль, когда Джордж Нёрс основал его в 1867 году. Он был назван в честь реки Линк, на которой он находился. 
Название было изменено на Кламат-Фолс в 1893 году. 
Население составляло 21 813 человек по переписи 2020 года. Город находится на юго-восточном берегу озера Верхний Кламат и примерно в 40 км к северу от границы между Калифорнией и Орегоном. Область Кламат-Фолс была заселена коренными американцами по крайней мере за 4000 лет до первых европейских поселенцев. Бассейн Кламат стал частью Орегонской тропы с открытием тропы Эпплгейт. Лесозаготовка была первой крупной отраслью Кламат-Фолс.

## Этимология
После основания в 1867 году Кламат-Фолс изначально назывался Линквилль. Название было изменено на Кламат-Фолс в 1892-93 гг. Название Кламат может быть вариацией описательного термина «народ» на языке Чинуки, используемого коренными народами Северо-Западного плато для обозначения региона. Нет доказательств того, что это имя родом из Кламата. Сами жители Кламата назвали область «Юлалона» или «Ивауна», который сослался на реку Линк, текущую вверх по течению при сильном южном ветре. Название Кламат для белых водопадов на реке Линк было «Тивишкени», или «там, где падает вода». Из-за реки Линк феномен «Фолс» был добавлен к «Кламат» в названии. В действительности, лучше подходит слово пороги. Пороги видны на небольшом расстоянии ниже плотины реки Линк, где поток воды, как правило, недостаточен для обеспечения потока воды по речным скалам.

## История
Индейцы Кламат и Модок были первыми известными жителями этого района. Родина Модоков находится примерно в 32 км к югу от Кламатского водопада, но когда они оказались в резервации со своими врагами, индейцами Кламат, началось восстание, и Модоки спрятались в лавовых тоннелях. Это привело к Модокской войне 1872—1873 гг., которая была чрезвычайно дорогой кампанией для американской кавалерии, стоившей, по оценкам, 500 000 долларов, что эквивалентно более 8 миллионам долларов в 2000 году. Семнадцать индейцев и 83 белых были убиты.